# روبي مورينو
روبي مورينو هي ممثلة فلبينية، ولدت في 22 سبتمبر 1965 في الفلبين.

## وصلات خارجية
- روبي مورينو على موقع IMDb (الإنجليزية)
- روبي مورينو على موقع قاعدة بيانات الفيلم (الإنجليزية)